# En våldsam heder
En våldsam heder är en svensk dokumentärserie som hade premiär på SVT Play och SVT1 den 14 november 2023. Serien består av fyra avsnitt.

## Handling
Serien följer tre autentiska fall där personer drabbats av hedersrelaterat våld och förtryck. Tittarna får insikt i mekanismerna i en hederskontext. Serien skildrar konsekvenser hedersnormerna orsakar, och vilka människoöden de lämnar efter sig. Experter på hedersproblematik ger en djupare bild av hedersrelaterat våld och förtyck.